# Santa Margarida da Coutada
Santa Margarida da Coutada is een plaats (freguesia) in de Portugese gemeente Constância en telt 1854 inwoners (2001).